# Nacionalni spomenici Bosne i Hercegovine
Nacionalni spomenici Bosne i Hercegovine su kulturna dobra nastala ljudskim ili djelovanjem prirode koje se zbog svojih vrijednosti smatraju značajnim za Bosnu i Hercegovinu. Odluku o predloženim dobrima donosi Komisija za zaštitu nacionalnih spomenika.
Odluke o proglašenju nekog dobra za nacionalni spomenik donosi državna komisija za očuvanje nacionalnih spomenika u čijem sastavu se predstavnici tri konstitutivna naroda Bosne i Hercegovine i dva člana iz inostranstva. Donose se na osnovu utvrđenih kriterijuma, a sprovode se u skladu sa zakonom koji reguliše mjere zaštite i rehabilitacije dobara.
U svom radu Komisija obezbjeđuje poštivanje usvojenih međunarodnih standarda, zastupa interes Bosne i Hercegovine kod međunarodnih organizacija (UNESCO), sarađuje sa Interpolom u slučaju oštećenja ili nestanka dobra, i obavlja mnoge druge proceduralne aktivnosti oko nacionalnih spomenika.
Do septembra 2016. Komisija je 820 dobara proglasila za nacionalni spomenik. Najzastupljenija dobra na listi su:
- nekropole sa stećcima, kao najbrojnija kulturna dobra u Bosni i Hercegovini
- džamije kao najbrojniji vjerski objekti
- hrišćanski vjerski objekti (crkve, manastiri, samostani)
- groblja svih konfesija
- tvrđave, prvenstveno iz srednjovjekovnog perioda
- zgrade iz osmanskog, austrougarskog i jugoslovenskog perioda
- umjetnička djela
- mostovi, pretežno iz osmanskog vremena

Tri spomenika su na UNESCO-ovoj listi mjesta svjetske baštine u Evropi:
- Stari most sa istorijskim gradskim područjem u Mostaru,
- Most Mehmed-paše Sokolovića u Višegradu,
- Stećci.

Na listi se nalaze 22 nekropole na teritoriji Bosne i Hercegovine, po tri na području Srbije i Crne Gore i dvije na teritoriji Hrvatske.

## Spoljašnje veze
- Stećci na Listi UNESCO-a na sajtu